# Pëtr Grigor'evič Kachovskij
Pëtr Grigor'evič Kachovskij (governatorato di Smolensk, 1797 – Isola dei Decabristi a San Pietroburgo, 25 luglio 1826) è stato un nobile russo e decabrista.

## Biografia
Durante l'insurrezione del dicembre 1825 pugnalò a morte il governatore di San Pietroburgo Michail Andreevič Miloradovič e Nikolai Karlovic Strjuler.
Venne condannato all'impiccagione insieme a Michail Pavlovič Bestužev-Rjumin, Sergej Ivanovič Murav'ëv-Apostol, Pavel Ivanovič Pestel' e Kondratij Fëdorivič Ryleev.
Il luogo esatto della sua sepoltura è sconosciuto. Secondo una versione, è sepolto insieme agli altri decabristi lasciati morire di fame nel braccio della morte.